# Eriocaulon mannii
Eriocaulon mannii är en gräsväxtart som beskrevs av Nicholas Edward Brown. Eriocaulon mannii ingår i släktet Eriocaulon och familjen Eriocaulaceae. Inga underarter finns listade i Catalogue of Life.